# مریم بیگم (دختر شاه سلطان حسین)
مریم بیگم یا نواب مریم بیگم، دختر ‌کوچک شاه سلطان حسین که با میرزا مرتضی خلیفه‌سلطانی نوه سلطان العلما آملی ازدواج کرد و حاصل این ازدواج دو پسر به‌ نام‌های، احمد میرزا و ابوتراب میرزا بود. احمد میرزا با عصمت بیگم دختر شاه تهماسب دوم ازدواج کرد و ابوتراب میرزا در سال ۱۱۶۳ با نام شاه اسماعیل سوم به سلطنت رسید.